# Huhurez mic

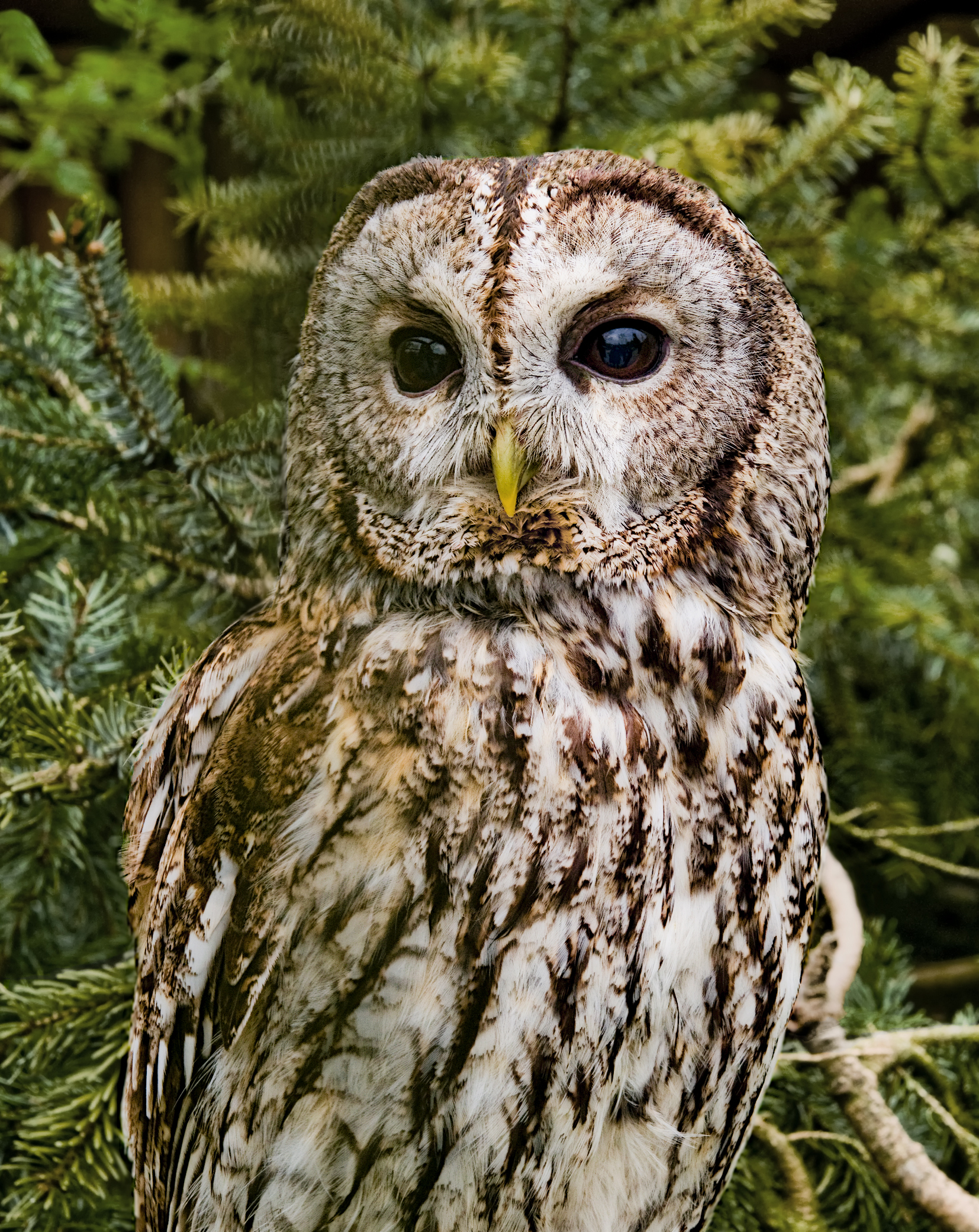
Huhurezul mic

Huhurezul mic (specie: Strix aluco, familie: Strigidae, ordin: Strigiformes) este cunoscut în toată Europa; culoarea penajului variază de la cenușiu la brun-roșcat. Este un vânător iscusit, plonjează silențios asupra victimei; poate prinde liliacul și în zbor.

## Habitat
În Europa Centrală și de Est îl întâlnim în pădurile mixte, dese, ce îi oferă suficienți copaci bătrâni și scorburoși. Apare și în parcuri, cimitire, chiar și în orașe, uneori putând fi observat pe acoperișurile caselor.
Preferă marginea pădurilor de brad, deoarece spre centrul acestora nu găsește destulă hrană și nici suficiente scorburi. Se pare că apare mai frecvent în zonele cu surse de apă, unde lăstărișul rărește pădurea.

## Caracteristici

### Dimensiuni corporale
Lungimea: 37-39 centimetri
Greutatea corporala: 360-650 grame
Anvergura aripilor: 94-104 centimetri

### Reproducere
Maturitatea sexuală:la 1-2 ani

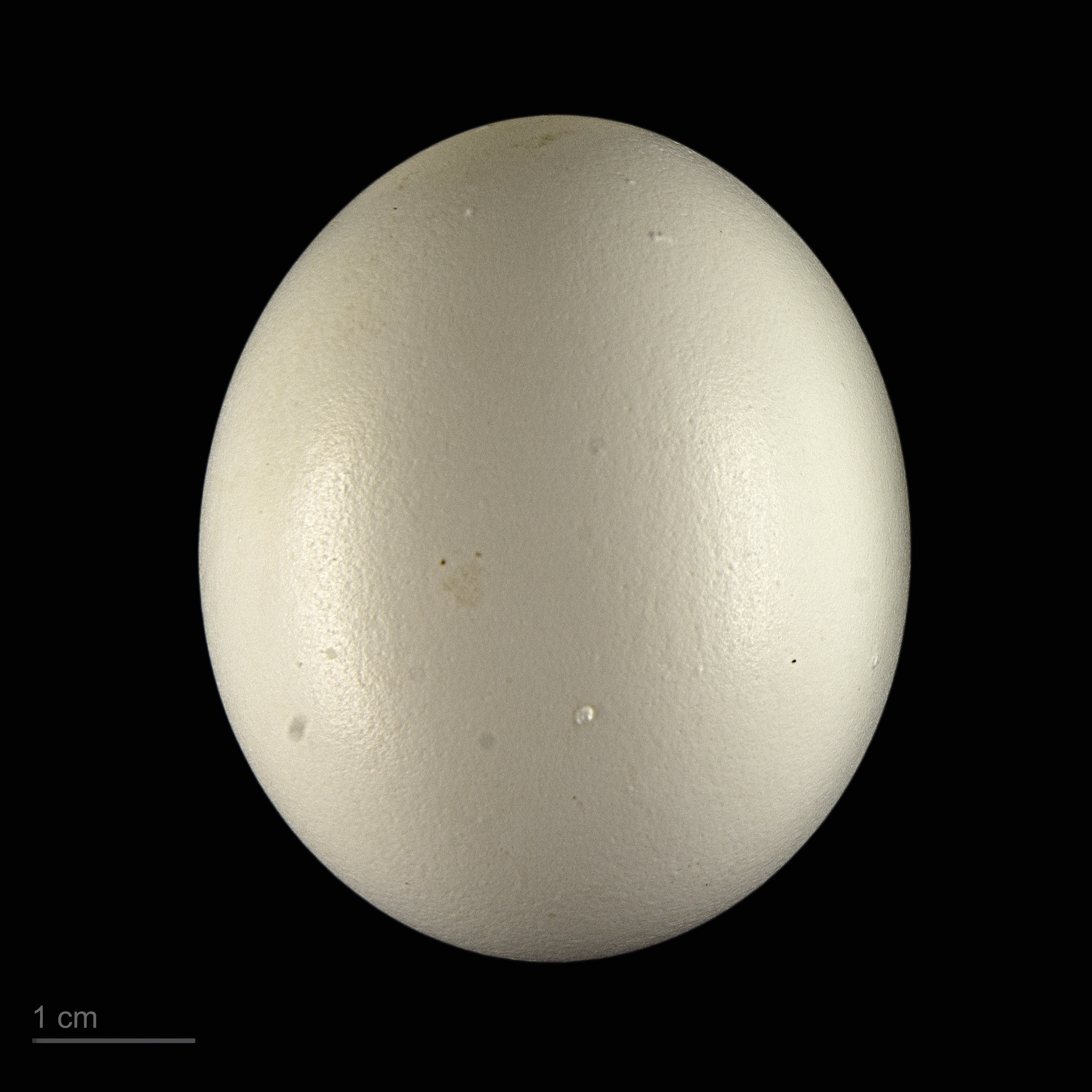
Strix aluco sylvatica - MHNT

Perioada de clocit:din luna martie până în luna mai
Numarul ouălor depuse: 2-5 ouă albe
Vârsta părăsirii cuibului: după 32-37 de zile

### Mod de viață
Comportament: de regulă duce o viață strâns legată de un anumit loc; de obicei sunt monogami
Hrana: mamifere mici, păsări, amfibieni, râme și insecte
Durata vieții: cea mai în vârstă pasăre din libertate a trăit 18 ani

### Mod de hrănire și vânătoare
Huhurezul mic este o pasăre nocturnă, vânează exclusiv noaptea. Așteaptă liniștit și răbdător în locul lui de observație, iar dacă vede ceva planează silențios datorită penajului moale.
Se hrănește cu multe specii de animale mici. Natura prăzii depinde de locul în care trăiește, în pădure mănâncă mai ales mamifere mici, păsări, râme și insecte, iar în apropierea așezărilor umane păsări mici.

### Mod de comunicare
În repertoriul huhurezului mic nu exista doar sunetul „hu”. Femela, de exemplu, comunică și prin intermediul unor strigăte puternice caracterisice ei, sau printr-un sunet asemănător lătratului.

## Specii înrudite
În Europa are două rude apropiate: huhurezul mare (Strix uralensis) și huhurezul bărbos (Strix nebulosa), ambele fiind mai mari decât el.